# Delta Force: Urban Warfare
Delta Force: Urban Warfare (рус. Отряд Дельта: Уличный бой) — видеоигра жанра шутер от первого лица, разработанная компанией Rebellion Developments и изданная NovaLogic для платформы PlayStation. 25 мая 2010 года игра вышла также для PlayStation 3 и PlayStation Portable.
Как и в прошлых играх серии Delta Force, игрок выступает в роли бойца специального подразделения «Дельта». В результате провалившегося задания в Мексике погибают его напарники. Игровой процесс проходит в замкнутом пространстве в различных городских локациях.

## Особенности
- Новый игровой движок.
- Отсутствие напарников.
- Сюжетная линия со своими поворотами.
- Возможность самому управлять своим здоровьем.
- Разнообразный арсенал.
- Бои проводятся исключительно в городе.
- Саундтрек от американской рэпкор группы 3rd Strike.

## Критика
| Сводный рейтинг | Сводный рейтинг |
| Агрегатор       | Оценка          |
| --------------- | --------------- |
| GameRankings    | 67,50 %         |
| Metacritic      | 70/100          |
| MobyRank        | 67              |

Игра вышла уже на закате приставки PlayStation, но всё равно произвела фурор и оставила хорошее впечатление у игроков и поклонников серии. Красивый дизайн и наличие сюжета сделали игровой процесс интересней.